# Hans Källner
Hans Källner (Katowice, 9 ottobre 1898 – Olomouc, 18 aprile 1945) è stato un generale tedesco.
Il 7 agosto 1943 ottenne il comando del 19. Panzer-Division, incarico che dovette lasciare l'anno successivo a causa di una malattia.
Morì presso Olomouc ove si trovava in visita alle truppe durante un'azione di combattimento.